# نادرست
نادرست  مفهومی است که در اخلاق، درس و حقوق به کار می‌رود. در معنای محاوره‌ای اشاره دارد به ناصحیح بودن.
هنگامی که واژهٔ درست یا نادرست را بکار می‌بریم لازم است مشخص کنیم که منظور درست و نادرست از منظر اخلاق است یا درست و نادرست از منظر منطق. چرا که واژگان درست و نادرست در این دو علم معناهای متفاوتی را دارا هستند.
- علمی که به مطالعهٔ درستی یا نادرستی استدلال‌ها می‌پردازد علم منطق نام دارد.
- علمی که به مطالعهٔ درستی یا نادرستی رفتارها از منظر هنجاری می‌پردازد علم اخلاق نام دارد.
- صفت مقابل با نادرست، درست است.
- در دستگاه معرفت‌شناسی واقع‌گرایانه (رئالیستی) این واژه اشاره دارد به عدم انطباق میان گزاره‌ی ذهنی و واقعیت عینی.

## در منطق فازی
در منطق فازی عضویت گزاره‌ها در دستهٔ گزاره‌های درست، و عضویت گزاره‌ها در دستهٔ گزاره‌های نادرست، یک عدد بین ۰ تا ۱ است. به این معنا که یک گزاره الزاماً ۱۰۰٪ درصد ممکن است درست (یا نادرست) نباشد. بلکه تا حدی درست باشد. مثلاً می‌توان گفت میزان عضویت این گزاره در دستهٔ گزاره‌های نادرست ۷۰٪ است.